# Olakunle Olusegun
Olakunle Junior Olusegun (* 23. April 2002 in Ilorin) ist ein nigerianischer Fußballspieler.

## Karriere

### Verein
Olusegun wechselte zur Saison 2020/21 aus seiner Heimat vom ABS FC nach Russland in die Akademie des FBK Wista. Bereits im September 2020 verließ er Wista wieder und wechselte nach Dänemark zum Zweitligisten Fremad Amager. Im selben Monat debütierte er bei einem 6:0-Sieg gegen den Vendsyssel FF in der 1. Division und erzielte auch prompt seine ersten beiden Profitore. In der Saison 2020/21 absolvierte er insgesamt 31 Zweitligapartien, in denen er siebenmal traf.
Zu Beginn der Saison 2021/22 absolvierte er weitere drei Partien, ehe er im August 2021 nach Bulgarien zu Botew Plowdiw wechselte. Die Bulgaren verliehen ihn aber direkt zurück nach Russland zum FK Krasnodar, für dessen Zweitmannschaft er spielen sollte. Im April 2022 gab er dann gegen den FK Dynamo Moskau auch sein Debüt für die erste Mannschaft Krasnodars in der Premjer-Liga. Bis zum Ende der Leihe kam er zu neun Erstliga- und 19 Zweitligaeinsätzen. Im Juni 2022 wurde er von Krasnodar fest verpflichtet.

### Nationalmannschaft
Mit der nigerianischen U-17-Auswahl nahm Olusegun 2019 am Afrika-Cup teil. Mit Nigeria wurde er Vierter, er kam während des Turniers in allen fünf Spielen zum Einsatz und erzielte ein Tor. Durch den vierten Rang qualifizierte sich das Land auch für die WM im selben Jahr, für die Olusegun ebenfalls nominiert wurde. Dort war im Achtelfinale Endstation, der Angreifer absolvierte er erneut alle Partien.